# Chapelle de Mornay
La chapelle de Mornay est une chapelle située à Nurieux-Volognat, en France.

## Localisation
La chapelle est située dans le département français de l'Ain, sur la commune de Nurieux-Volognat.

## Historique
L'édifice, principalement construit au 12e siècle, est classé au titre des monuments historiques en 1982.